# Mike Mayock
Michael "Mike" Francis Mayock (Filadelfia, Pensilvania, 14 de agosto de 1958) es un jugador profesional de fútbol americano, que desempeña la función de defensa en los Gigantes de Nueva York de la National Football League. Mayock es un analista deportivo del canal de televisión NFL Red, y era recientemente un analista de juego para la cobertura de NBC y de Notre Dame fútbol.

## Carrera de fútbol
Mayock jugó en el equipo de fútbol de su escuela The Harverford School en Haverford, Pensilvania. Fue seleccionado por los Pittsburgh Steelers en la décima ronda del 1981 NFL Draft.